# Piccadilly
Piccadilly er en stor gade i London, som går fra Hyde Park Corner i vest til Piccadilly Circus i øst. 

## Historie
Gaden er opkaldt efter skrædderen Robert Baker, som ejede en butik på the Strand sidst i det 16. og først i det 17. århundrede. Han opbyggede en formue på at sælge stive kraver – "picadils". For sin store formue købte han i 1612 et stort stykke land vest for London. Her byggede han et hus, der blev kaldt "Piccadilly House".
Efter genetableringen af det engelske monarki i 1660 blev Piccadilly og området længere mod nord, (Mayfair), systematisk udviklet til et fashionabelt beboelsesområde. Nogle af de største palæer blev bygget nord for Piccadilly. Efter 1920 var der dog ikke mange af disse huse tilbage. De var blevet sløjfet eller omdannet til institutioner.

## Andre fakta
Gaden Piccadilly optræder sammen med Leicester Square og the Strand i Jack Judges sang It's a long way to Tipperary.
I 1929 udkom en engelsk film med titlen "Piccadilly".